# ヨハン・ヘートヴィヒ

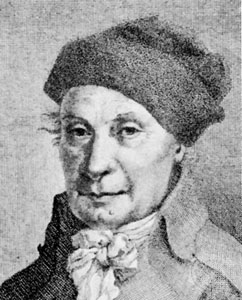
ヨハン・ヘートヴィヒ

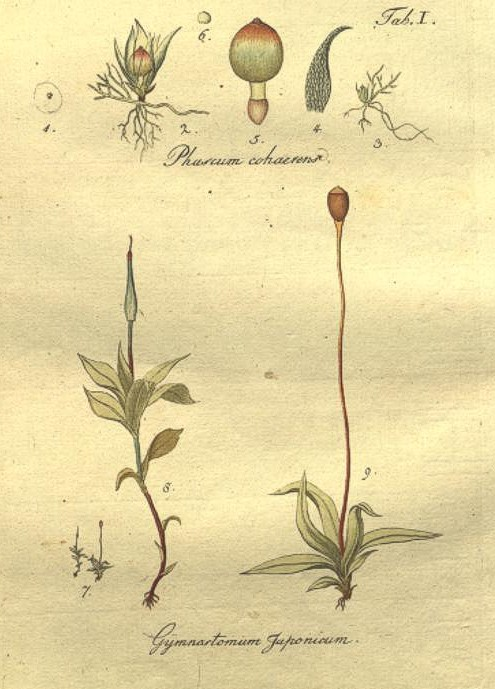
"Species Muscorum Frondosorum"の図版

ヨハン・ヘートヴィヒ（Johann Hedwig 、またはJohannes Hedwig 、ラテン名 Joannis Hedwig、1730年12月8日 – 1799年2月18日）は、ドイツの植物学者である。コケ類の研究で知られる。隠花植物の有性生殖の観察を行い、「蘚苔類学の父」と呼ばれることもある。

## 略歴
現在はルーマニアのブラショヴ（クロンシュタット）で生まれ、ライプツィヒ大学で医学を学んだ。その後20年間にわたって、医師として働き、余暇に植物学を研究した。早朝、植物採集を行い、仕事の後の夜に研究を行った。観察用の顕微鏡と、専門書を購入した。
最初の著作で注目され、その結果、1786年にライプツィヒ大学の医学の教授、1789年に植物学教授に任じられた。ライプツィヒ植物園の園長も務めた。
顕微鏡を使った観察技術と描写力に優れ精子嚢（antheridia）と造卵器（archegonia）を区別できた。胞子の発芽や糸状体の形成を観察した。蘚苔類の生活史のすべてを解明することはできなかったが、シャジクモ属（Chara）やアオミドロに関する有益な観察を行った。
主著の"Species Muscorum Frondosorum" は没後の1801年に出版された。それまで知られていたコケ類のすべてを解説し、コケ類の命名法の出発点となった著作となった。1788年4月、イギリスの王立協会のフェローに選ばれ、1790年にスウェーデン王立科学アカデミーの外国人会員に選ばれた。
ヒジキゴケ科（Hedwigiaceae）ヒジキゴケ属（Hedwigia）の学名はヘートヴィヒに由来している。

## 著作
- Fundamenta historiae naturalis muscorum ….rondosorum (1882–83, 2 Teile.)
- Theoria generationis et fructificationis plantarum cryptogamicarum Linnaei (1798)
- Abbildungen kryptogamischer Gewächse (1787–97, 4 Bände.)
- Filicum genera et species (1799–1803, Heft 1–4), die beiden letzten Hefte herausgegeben von seinem Sohn Roman Adolf Hedwig (1772–1806)
- Sammlung meiner zerstreuten Abhandlungen (1793–1797, 2 Bd.)